# Karakasa Kozō

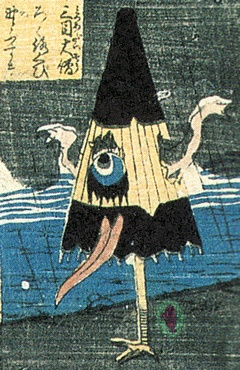

Karakasa Kozō (唐傘小僧) là một loại yêu quái Nhật Bản do cây dù nan tre cũ biến hóa thành. Tên của nó có nghĩa là "thằng nhãi dù nan tre" và nó còn được gọi bằng nhiều tên khác nữa như Karakasa Obake, Kasa Obake, Kasabake và đều có nghĩa là "ma dù".

## Khái yếu
Đây là loại yêu quái được nhiều người biết đến vì sự nổi tiếng của bộ Manga GeGeGe no Kitarō của tác giả Mizuki Shigeru mà Karakasa Kozō là một nhân vật trong tác phẩm. Karakasa là cây dù nan tre dán giấy, bên trên bôi dầu để khỏi thấm nước được làm theo lối truyền thống. Cây dù chỉ có một trục (cán) nên yêu quái này thường được miêu tả chỉ có một chân và di chuyển bằng cách nhảy lò cò. Nó thường được miêu tả là mang một chiếc guốc mộc Geta dưới chân, phần thân dù trở thành khuôn mặt với một con mắt. Hiếm khi yêu quái này được miêu tả với hai cái chân, đó là trường hợp của Hyakki Yakō Zukan (bách quỷ dạ hành) của họa sĩ Kanō Enshin .

## Đặc trưng
Đặc điểm của yêu quái này là không gây hại cho con người mà chỉ nhảy nhót trong nhà khi trời tối, khi gặp người thì thè cái lưỡi đỏ ra hù dọa. Vì vậy Karakasa Kozō được xếp vào loại không nguy hiểm trong hàng ngũ yêu quái. Ngoài ra còn một loại yêu quái khác cũng có cùng tính cách và hành động như Karakasa Kozō là Hitotsume Kozō (thằng nhãi một mắt). Yêu quái một mắt này cũng hay thè lưỡi ra cười.

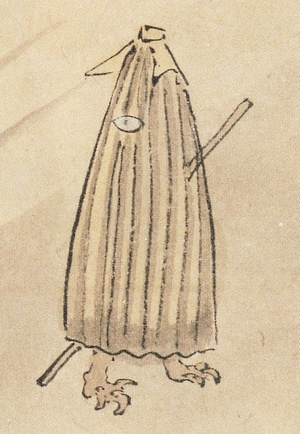
Karakasa trong tranh cuộn "Hyakki Yakō Zukan" của họa sĩ Kanō Enshin được miêu tả với hai cái chân

Tuy thường được xếp vào hạng yêu quái không gây hại nhưng yêu quái "dù ma" (Yūrei Gasa) tại thành phố Mizukuchi tỉnh Tottori lại là một ngoại lệ, nó có hình dạng giống như Karakasa Kozō nhưng vào ngày gió thổi to, nó gây hại bằng cách thổi người ta lên trời.
Yêu quái có hình dạng cây dù đã thấy xuất hiện trong Hyakki Yakō Emaki (tranh cuộn "trăm quỷ đi đêm") từ thời Muromachi và trong cuộn tranh này còn thấy nhiều yêu quái khác vốn là do đồ vật hóa thành, nhưng từ thời Edo trở đi, trong số này chỉ còn mỗi Karakasa Kozō là yêu quái được nhiều người biết đến.
Sau đệ nhị Thế chiến, Karakasa Kozō trở thành yêu quái nổi tiếng đến độ thường hay xuất hiện trong các bức vẽ nghệch ngoạc trên tường của trẻ em và trở thành nhân vật tiêu biểu của các bức tranh ma, các "Obake Yashiki" (ngôi nhà ma, một hình thức kinh doanh giải trí, khách vào nhà xem ma phải trả tiền). Thế nhưng không có một tài liệu dân gian nào ghi chép về loại yêu quái này. Các bức tranh vẽ Karakasa Kozō cũng chỉ có hình chứ không kèm theo một lời giải thích nào. Có thuyết còn cho rằng Karakasa Kozō là sản phẩm của hậu thế, từ sau thời Edo, khi mà phong trào kể truyện ma Hyaku Monogatari thịnh hành và người ta đã nghĩ ra nhiều loại yêu quái mới để làm câu truyện ma thêm phong phú.
Người Nhật quan niệm rằng vạn vật hữu linh, đồ đạc, dụng cụ sử dụng lâu ngày sẽ có được thần thông biến hóa và gọi chúng là "Tsukumogami". Xét theo quan điểm này thì Karakasa Kozō cũng thuộc loại Tsukumogami, nhưng đến nay vẫn chưa tìm được văn kiện chứng minh cho điều này.

## Cước chú
1. ↑  "Hyakki Yakō Emaki Yōkai tachi ga sawagidasu", tác giả Yumoto Kōichi, Shōgakukan xuất bản năm 2005, trang 88
2. ↑  Abe Kazue, "Yōkaigaku Nyūmon" (nhập môn "yêu quái học"), Yūzankaku xuất bản năm 1968
3. ↑  "Yōkai Gahon Kyōka Hyakku Monogatari", Kyōgoku Natsuhiko biên soạn, Kokusho Kankōkai xuất bản năm 2008, trang 272~273
4. ↑  "Gensō sekai no Junintachi", Tada Katsumi biên soạn, Shinkigensha xuất bản năm 1990, trang 303.

## Mục liên quan
- Danh sách yêu quái Nhật Bản